# Барбара Лоу
Барбара Лоу (на английски: Barbara Low) е английска психоаналитичка.

## Биография
Родена е през 1874 година в Лондон, Великобритания, най-младата дъщеря от 11 деца в смесено англо-еврейско семейство. Завършва Университетски колеж Лондон.
Няколко години преподава история и литература в Лондонския графски консулски обучителен колеж за учители във Фулъм. Присъединява се към Партията на труда, а след това се обръща към психоанализата под влияние на Давид Едер, съпруг на сестра ѝ Флоранс. Прави обучителна анализа в Берлин с Ханс Закс, а след това и със Силвия Пейн и Ела Шарп.
Барбара Лоу е сред основателките на Британското психоаналитично общество.
Умира на 25 декември 1955 година в Лондон на 78-годишна възраст.

## Кратка библиография
- Low, Barbara. (1924). Psycho-analysis and education. In Ernest Jones (Ed.), Social aspects of psycho-analysis. London: Williams & Norgate.
- Low, Barbara. (1925). The foundations of mental health. International Journal of Psycho-Analysis, 7.
- Low, Barbara. (1927). An interesting invented „portmanteau“ word. International Journal of Psycho-Analysis, 8, 73 – 74.
- Low, Barbara. (1929). A note on the influence of psycho-analysis upon English education during the last 18 years. International Journal of Psycho-Analysis, 10